# Schutsluis Nieuwe Niedorp
Het Schutsluisje is een sluis in Nieuwe Niedorp daterend uit 1684. De sluis ligt in de voorsloot van de Dorpsstraat, grenzend aan de Oosterweg en is vergezeld door een stenen brug.

## Oorspronkelijke sluis
Voor de bouw van de schutsluis was er al een sluis aanwezig. Deze lag iets westelijker dan de huidige sluis, maar nog wel aan de laagzijde van de Dorpsstraat. Tegen 1684 was de sluis in onderhoud zo verwaarloosd, dat vaartuigen enkel nog met grote moeite konden passeren.

## Aanleg van de schutsluis
Op 5 juni 1684 besloot men de sluis en de naastgelegen stenen brug af te breken. Op de plek van de brug, waar de Dorpsstraat en Oosterweg kruisen, zou de nieuwe schutsluis gebouwd worden. Over deze nieuwe sluis werd een houten brug aangelegd. De schutsluis was, en is tot heden, voorzien van puntdeuren.

## Oppasser, vergoeding en sluisgeld
De oppassers van de schutsluis woonde meestal in directe omgeving. Vaak werd de lokale smid aangewezen. Zij kregen jaarlijks 3 gulden ter vergoeding en mochten sluisgelden (tol) voor zichzelf houden.

## Huidig gebruik
Alhoewel de schutsluis in theorie nog steeds in functie is, wordt de sluis in praktijk niet meer gebruikt. De doodlopende voorsloot met vele lage bruggen, en het nabijgelegen Kanaal Alkmaar-Kolhorn, maakt de doorvaart van vaartuigen zeer zeldzaam. 

## Restauraties van de sluis
- 1738: Vier nieuwe verlaatsdeuren (per deur ƒ 32,50)
- 1883: Vervanging twee sluisdeuren (per deur ƒ 100,-)
- 1939: Sloop van houten brug, bouw betonnen brug
- 1959: Sluisdeuren vervangen door betonnen keerdam
- 1981: Keerdam vervangen door houten sluisdeuren (totaal ƒ 100.000,-)
- 2019: Sluisdeuren vernieuwd